# 벨파스트 세인트 맬러키스 컬리지

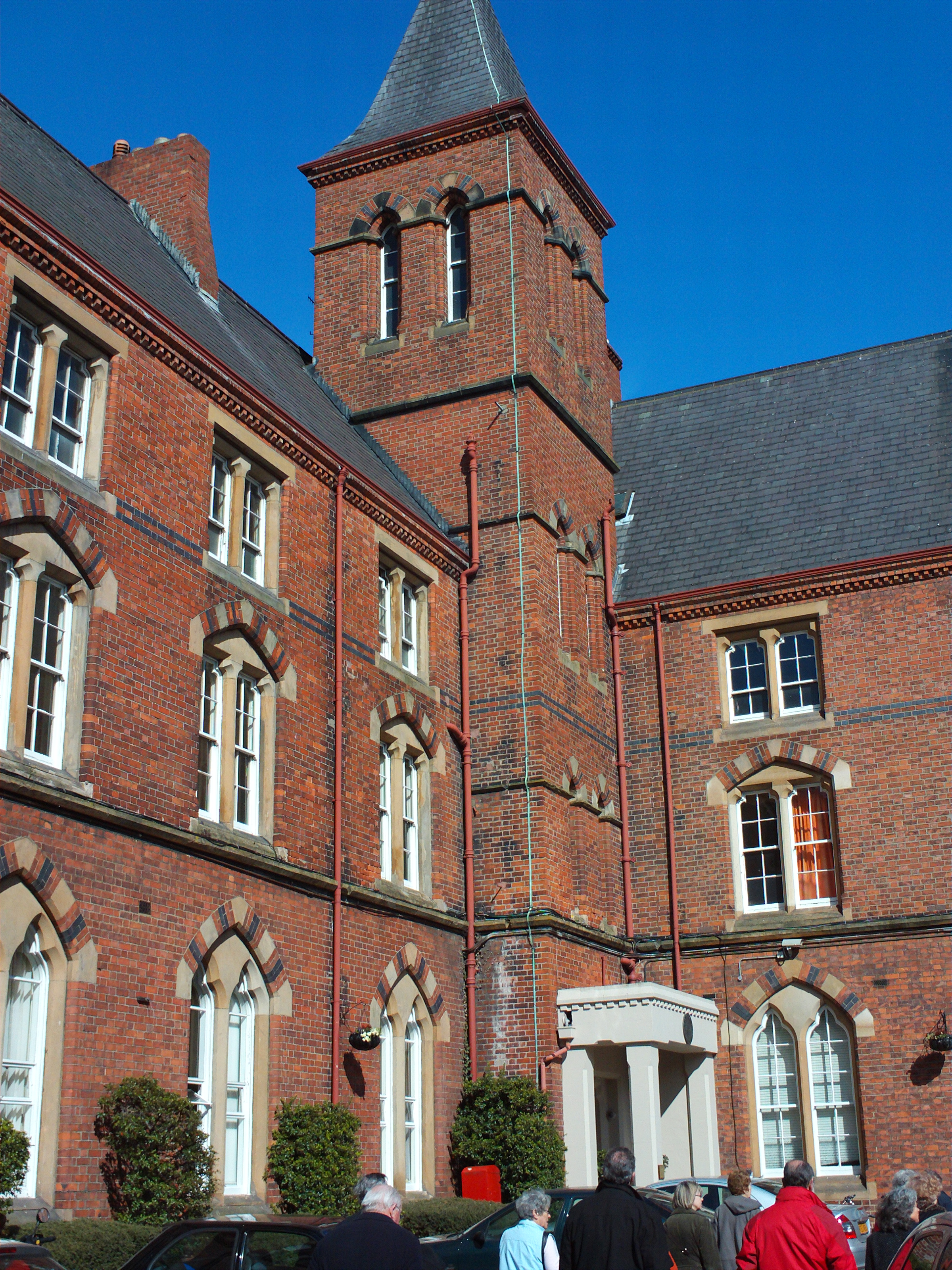

벨파스트 세인트 맬러키스 컬리지(Belfast St. Malachy's College)는 영국 북아일랜드 지방 벨파스트의 로마 가톨릭 종파 사립 학교이다. 1833년 첫 개교되었다.